# Pandgat
Pandgat is een buurtschap in de gemeente Oirschot in de Nederlandse provincie Noord-Brabant. Het ligt ruim twee kilometer ten noordwesten van het dorp Oirschot en even ten oosten van Spoordonk.
Dorpen: Middelbeers · Oostelbeers · Oirschot · Spoordonk 

Buurtschappen: Boterwijk · Evenheuvel · Groene Woud · Hedel · Hoogeind · Huygevoort · Kattenberg · Kuikseind · Lieveld · Pandgat · Polsdonken · Straten · Theetuin · Tregelaar · Voorteind · Westelbeers

Noord-Brabant: Steden en dorpen      Nederland: Provincies · Gemeenten